# Gregory Dodds
Gregory Dodds foi decano de Exeter entre 1560 e 1570. Ele era prior dominicano de Cambridge Blackfriars durante a sua dissolução.